# Sahab SC
Der Sahab Sports Club (arabisch نادي سحاب الرياضي, DMG Nādī Ṣaḥāb ar-riyāḍī) ist ein jordanischer Sportklub mit Sitz in der Stadt Amman.

## Geschichte
Der Klub wurde am 16. Dezember 1972 gegründet. Zur Saison 1988 stieg die Fußball-Mannschaft in die erste Liga auf, musste nach der darauffolgenden Saison aber auch wieder absteigen. Eine weitere Rückkehr gelang nochmal zur Saison 1995/96, diesmal ging es jedoch gleich direkt wieder runter. Noch einmal gelang ein Aufstieg zur Spielzeit 2000, jedoch auch hier überdauerte die Zeit nicht länger eine Saison.
Wirklich eine Chance auf einen weiteren Wiederaufstieg hatte man aber erst einmal nicht, sondern rutschte sogar in die untere Tabellenregion ab. Nach der Spielzeit 2009/10 kam es dann sogar dazu, dass man aus der zweiten Liga abstieg. Aus dieser entkam man aber zumindest wieder nach der Spielrunde 2011/12. Langsam verbesserte man sich nun nach der Rückkehr in die zweite Liga, womit es dann auch gelang nach der Saison 2015/16 wieder den Aufstieg zu schaffen. Jedoch gelang es wieder nicht die Klasse länger als eine Spielzeit lang zu halten und es ging als Tabellenletzter direkt wieder runter. Die nächste Rückkehr schaffte die Mannschaft zur Runde 2020/21, wo man auch bis heute weiter die Klasse halten kann.

## Erfolge
Jordanischer Zweitligameister: 2015/16, 2018/19